# Славко Дедич

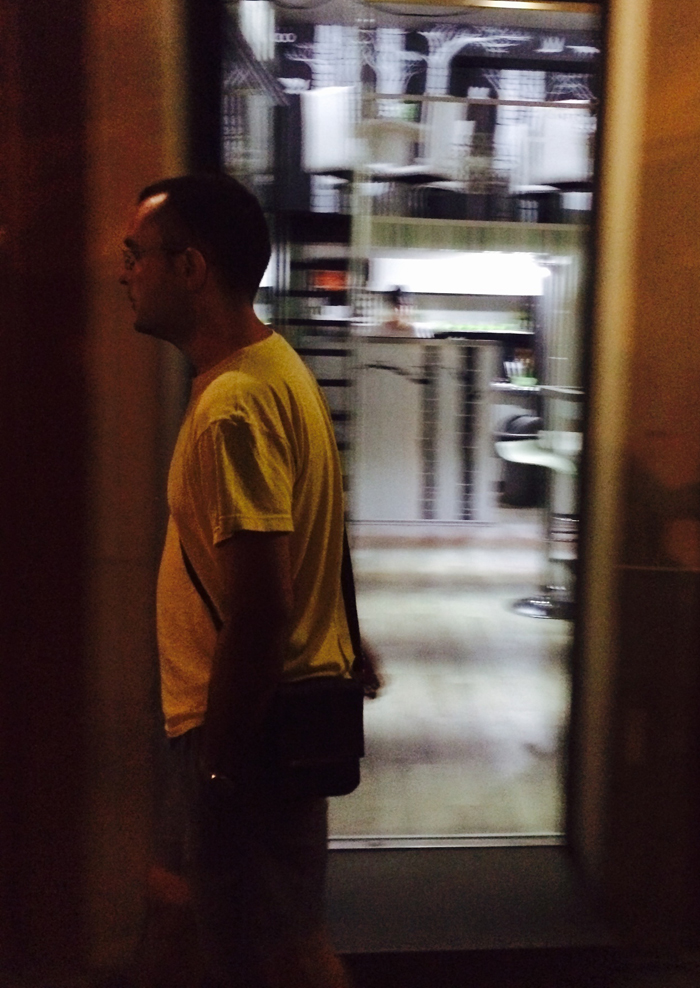
Dedić walking in Podgorica Downtown, 2014

Славко Дедич (чорн. Slavko Dedić; 25 березня 1979 року, Подгориця, Чорногорія) — чорногорський шахіст. Учасник багатьох міжнародних турнірів, включно Чемпіонат Європи 2009 року. Дедич є членом шахового клубу «Шахматик» у місті Будва. У 2014 році Славко Дедич став національним шаховим рефері.

## Кар'єра
Славко Дедич народився 25 березня 1979 року у місті Подгориця. У дитинстві Славко займався плаванням і навіть мав деякі досягнення у цьому виді спорту. У чотирнадцять років Дедич почав грати в шахи. У 1997 році брав участь у своєму першому турнірі — Трудовому чемпіонаті Подгориці. На індивідуальному чемпіонаті Чорногорії 2002 року в Нікшичі він виконав норматив кандидата в майстри спорту. З 2002 по 2005 роки Славко Дедич був членом шахового клубу «Зета» з міста Голубовці. У 2005 році Дедич перейшов у клуб «Шахматик»(Будва).
За свою професійну кар'єру Дедич зіграв 643 гри на національному та міжнародному рівнях: з них 204 перемоги, 75 нічиїх і 364 програші. Дедич брав участь у 10-му Європейському індивідуальному чемпіонаті з шахів у 2009 року в Будві. На Міжнародному турнірі «Трофей Белграда 2011» Славко Дедич виграв у матчі знаменитого французького шахіста Арно Пайен.
Через рік Дедич досяг найбільш значного результату у своїй кар'єрі під час Другої ліги Чорногорії в Андрієвіці. Як член другокласного шахового клубу «Шахматик» він виграв шість матчів і при цьому не програв жодного. Він став найкращим гравцем турніру.
2014 рік був періодом, за який Дедич встановив особистий рекорд відіграних турнірів та матчів за рік. У тому ж році Дедич став національним арбітром з шахів у Чорногорії.
За свою кар'єру Славко Дедич зіграв 546 ігор проти вітчизняних гравців. Крім гравців з Чорногорії, Славко Дедич зіграв 97 матчів проти різних опонентів з 14 різних європейських країн.

#### Оцінка за змаганнями
Ставши кандидатом у майстри спорту в 2003 році, Славко Дедич грав на турнірах на різних рівнях змагань.

### Суддя
Наприкінці 2014 року Славко Дедич отримав статус шахового арбітра від Федерації шахів Чорногорії. Його дебют на посаді арбітра відбувся у червні 2016 року на бліц-турнірі у Подгориці.

## Нагороди та досягнення

### Клуб
'ŠK Šahmatik'
Друга Чорногорська ліга:
- 2013 рік — срібло
- 2014 рік — бронза

### Індивідуальний
- Друга Чорногорська ліга
- 2012 рік — Кращий гравець

## Приватне життя

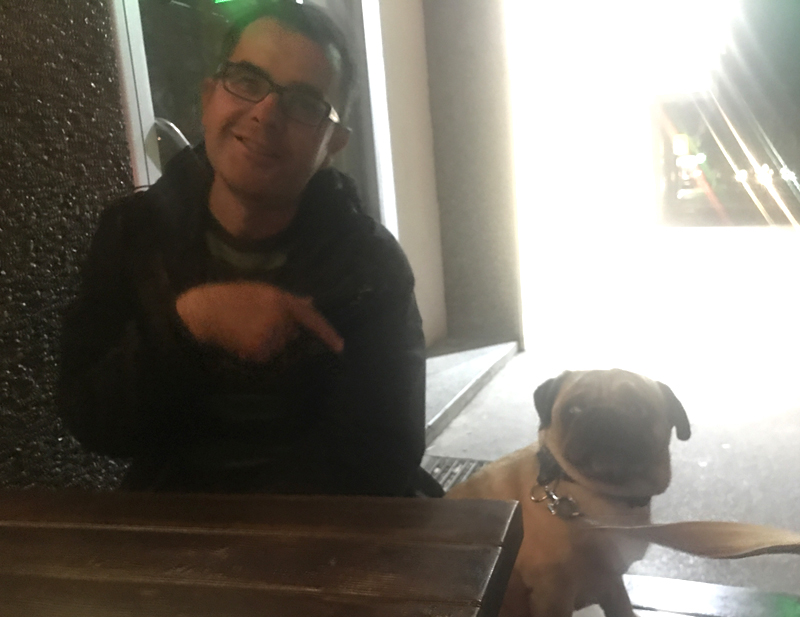
Славко Дедич з мопсом, 2017

Як успішний юрист, Славко Дедич працював у Магістратському суді Подгориці. Він був головним консультантом з питань права в Управлінні гендерної рівності Чорногорії. Протягом 2013 року Дедич був кандидатом на посаду інспектора Чорногорської спеціальної поліції. Але через велике навантаження у своїй шаховій кар'єрі Дедич вирішив відмовитися від своїх юридичних обов'язків.
Проводячи вільний час у довгих прогулянках, Дедич особливо любить собак та розмови про носорогів. Він також відомий як справжній любитель капучино.